# الكويكب 62692
الكويكب 62692، التعين المؤقت له  الكويكب 2000TE24. وهو كويكب من كويكبات طروادة ينتمي إلى كويكبات معسكر طروادة. اكتشف هذا الكويكب في سنة 2000.
كباقي كويكبات معسكر طروادة يقع مداره في النقطة L5 من نقاط لاغرانج وفق نظام الشمس - المشتري. يبلغ القدر المطلق لهذا الكويكب 12.2 ونصف المحور الرئيسي لمداره 5.208 وحدة فلكية. وقد تم رصده 13 مرة حتى فبراير 2013. الإشارة المرجعية له وفق الملحق الدوري لمدارات الكويكبات هي MPO244692‏